# Серрано Мансилья, Альфредо
Альфредо Серрано Мансилья (исп. Alfredo Serrano Mancilla; род. 9 октября 1975, Ла-Линеа, Испания) — испанский экономист, играющий активную роль в латиноамериканской политике.
Окончил Барселонский автономный университет, в дальнейшем стажировался в Университете Лаваля. Занимает пост исполнительного директора в Стратегическом латиноамериканском геополитическом центре (CELAG) и входит в совет директоров Центра социальных и политических исследований (CEPS), где ранее исполнял обязанности координатора латиноамериканского направления. Преподавал или преподаёт в ряде испанских и латиноамериканских университетов, в том числе в Университете Сан-Андрес и Андском университете имени Симона Боливара (Боливия), Институте высших национальных исследований (Эквадор), эквадорской секции Латиноамериканского института социальных исследований, Университете Магдалены (Колумбия), Университете имени Пабло де Олавиде (Испания). Занимал пост советника правительства Аргентины во время президентского срока Кристины Киршнер.
В 2016 году Серрано, как утверждается, стал наиболее влиятельным экономическим советником президента Венесуэлы Николаса Мадуро. Первоначально он попал в круги венесуэльской власти благодаря своей близости к министру государственного планирования Рикардо Менендесу, однако затем получил достаточно рычагов влияния для того, чтобы добиться назначения на пост вице-премьера своего ученика Луиса Саласа.
Серрано придерживается марксистских взглядов, выступает за всестороннее государственное регулирование экономики.